# Erica Dasher
Erica Dasher (n. 27 octombrie 1986, Huston, Texas) este o actriță americană, care joacă în prezent în Jane by Design în rolul principal: Jane Quimby.

### Copilărie
Erica a urmat cursurile școlii din Houston, Texas și liceul Westside, pe care l-a promovat în 2004. Aceasta în prezent este studentă la facultatea Carolina de Sud, secțiunea actorie, dorind să devină producătoare de film.

### Carieră
Erica a jucat în producția originală The WB : "The Lake" . Ea a produs și un film : "Speak Easy" în timpul facultății, în 2009 și așteaptă să fie lansat.

### Viața personală
Aceasta este o mare fană a hainelor de tip vintage.